# Xyrogena loxa
Xyrogena loxa är en tvåvingeart som beskrevs av Ian David Whittington 2003. Xyrogena loxa ingår i släktet Xyrogena och familjen bredmunsflugor.
Artens utbredningsområde är Uganda. Inga underarter finns listade i Catalogue of Life.